# Cameraria quercivorella
Cameraria quercivorella là một loài bướm đêm thuộc họ Gracillariidae. Nó được tìm thấy ở Québec và Hoa Kỳ (bao gồm Kentucky, Florida, Georgia, Maine, Maryland, Michigan, New York, Texas, Vermont và Illinois).
Sải cánh dài 6.5–7 mm.
Ấu trùng ăn Quercus obtusiloba, Quercus rubra và Quercus stellata. Chúng ăn lá nơi chúng làm tổ.Tổ có dạng đốm nằm ở mặt trên của lá.